# Epilobium speciosum
Epilobium speciosum là một loài thực vật có hoa trong họ Anh thảo chiều. Loài này được Decne. mô tả khoa học đầu tiên năm 1841.